# Earl Pomeroy

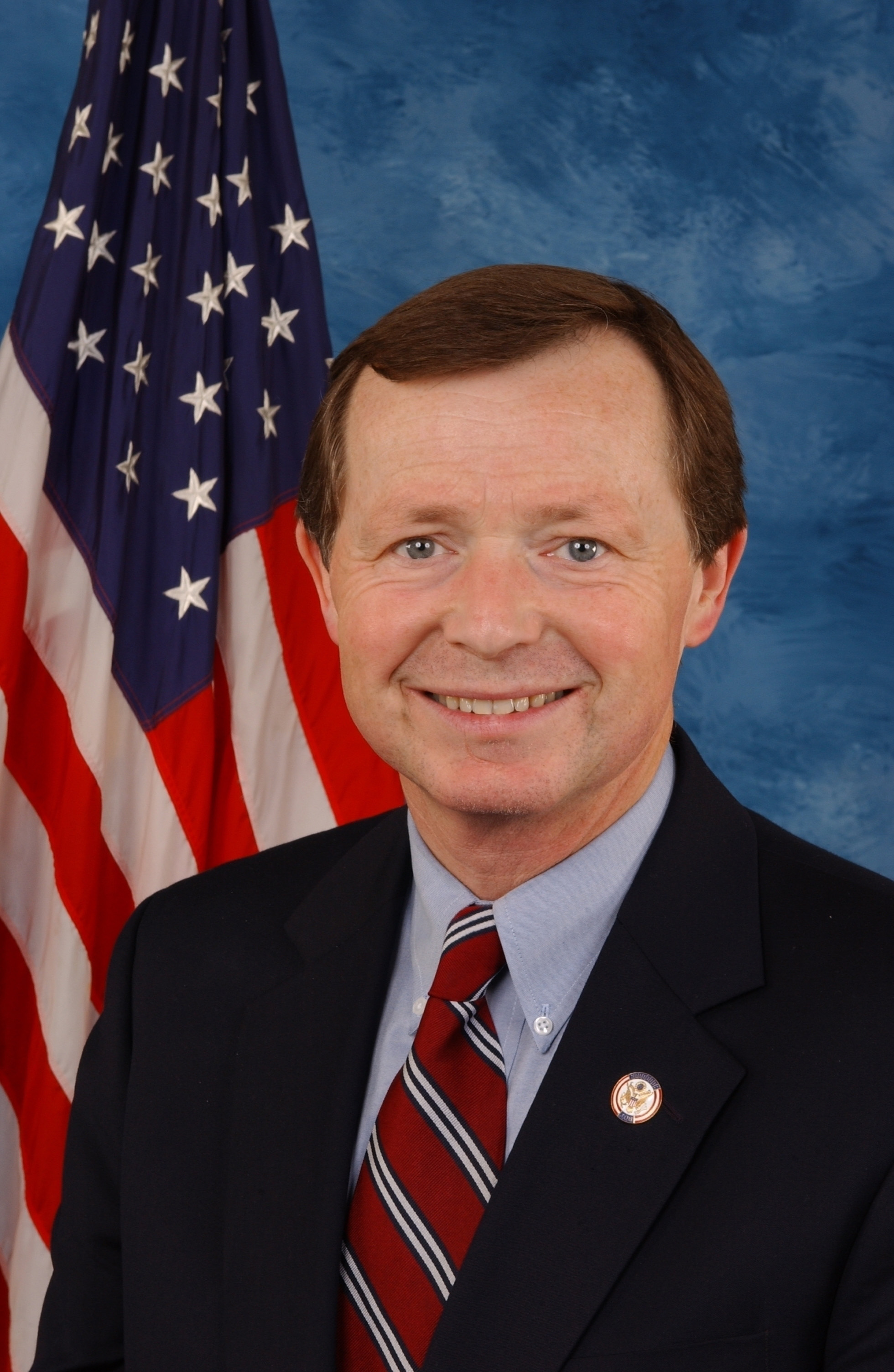
Earl Pomeroy

Earl Ralph Pomeroy III (* 2. September 1952 in Valley City, Barnes County, North Dakota) ist ein amerikanischer Politiker (Demokratische Partei). Von 1993 bis 2011 vertrat er den 1. Kongresswahlbezirk des Bundesstaates North Dakota im US-Repräsentantenhaus.

## Familie, Ausbildung und Beruf
Earl Pomeroy studierte bis 1974 an der University of North Dakota und 1975/76 an der University of Durham in England. Anschließend erwarb er an der juristischen Fakultät der University of North Dakota einen Abschluss in Jura. 1979 wurde er als Rechtsanwalt zugelassen und begann als solcher zu arbeiten.
Pomeroys Ehe mit Laurie Kirby wurde 2002 geschieden. Sie haben zwei Adoptivkinder. 2009 heiratete er die Lehrerin Mary Berglund. Privat lebt er in Mandan in North Dakota.

## Politische Laufbahn
Von 1981 bis 1985 war Pomeroy Abgeordneter im Repräsentantenhaus von North Dakota für die North Dakota Democratic-NPL Party, den Ableger der Demokratischen Partei auf Staatsebene; zwischen 1985 und 1992 war er Versicherungsbeauftragter der Regierung seines Staates. Bei der Wahl zum US-Repräsentantenhaus 1992 wurde er für den 1. Kongresswahlbezirk North Dakotas in das Repräsentantenhaus gewählt und trat am 3. Januar 1993 die Nachfolge seines Parteifreunds Byron Dorgan an, der zeitgleich in den US-Senat gewählt wurde. In den folgenden Jahren wurde er jeweils mit mehr als 50 Prozent der Stimmen in seinem Amt bestätigt, erreichte aber lange nicht die zeitgleichen herausragend hohen Wahlergebnisse seiner Parteikollegen aus North Dakota im US-Senat, Kent Conrad und Byron Dorgan. Erst die letzten beiden Wiederwahlen gewann er mit weit über 60 Prozent der Stimmen.
Pomeroy war Mitglied im Landwirtschaftsausschuss und dem Committee on Ways and Means.
Bei der Wahl 2010 unterlag Pomeroy dem Republikaner Rick Berg mit 45 zu 55 Prozent der Stimmen. Allgemein wurde seine Zustimmung zur in North Dakota unbeliebten Gesundheitsreform Barack Obamas („Obamacare“) als Hauptgrund für seine Niederlage gesehen; Berg hatte Pomeroy zudem als für die Explosion der Staatsverschuldung mitverantwortlich kritisiert. Pomeroys Mandat endete am 3. Januar 2011; sein Sitz fiel erstmals nach dreißig Jahren an einen Republikaner.

## Positionen
Pomeroy war ein entschiedener Gegner der Regierung von Präsident George W. Bush. Er unterstützte zwar die Autorisierung des von Bush begonnenen Irakkriegs durch den Kongress, wurde aber zunehmend kritischer; so stimmte er 2007 gegen die Truppenaufstockung („Surge“). Mehrfach besuchte er als Kongressmitglied zur Informationsgewinnung den Irak.
Seine Position zu Obamas 2010 verabschiedeter Gesundheitsreform, die in North Dakota von Beginn an umstritten war, änderte sich: Während sich Pomeroy zwischenzeitlich im Ausschuss gegen den Gesetzentwurf und für die Stupak-Pitts-Gesetzeserweiterung (gegen die gleichzeitige Förderung von Schwangerschaftsabbrüchen) ausgesprochen hatte, stimmte er in der entscheidenden Plenumsabstimmung im Repräsentantenhaus für das Gesetz.